# Гай Юлий Еруций Клар Вибиан
Гай Юлий Еруций Клар Вибиан (на латински: Gaius Iulius Erucius Clarus Vibianus; † 197) e политик и сенатор на Римската империя през края на 2 век.

## Биография
Вибиан е син на Гай Еруций Клар (консул 170 г.) и Помпея Триария, дъщеря на Авъл Юний Руфин (консул 153 г.).
През 193 г. Вибиан е консул заедно с Квинт Помпей Сосий Фалкон. Като привърженик на Клодий Албин той е след неговата загуба и смърт против Септимий Север през 197 г. екзекутиран.
Той е баща на Гай Юлий Руфин Лаберий Фабиан Помпоний Триарий Еруций Клар Сосий Приск.